# Laminopora contorta
Laminopora contorta är en mossdjursart som beskrevs av Jean-Louis Hardouin Michelin 1842. Laminopora contorta ingår i släktet Laminopora och familjen Adeonidae. Inga underarter finns listade i Catalogue of Life.